# Phước Minh, Thuận Nam
Phước Minh là một xã thuộc huyện Thuận Nam, tỉnh Ninh Thuận, Việt Nam.

## Địa lý
Xã Phước Minh nằm ở phía nam huyện Thuận Nam, có vị trí địa lý:
- Phía đông giáp xã Phước Dinh
- Phía tây giáp xã Nhị Hà
- Phía nam giáp các xã Cà Ná, Phước Diêm và tỉnh Bình Thuận
- Phía bắc giáp các xã Phước Nam và Phước Ninh.

Xã có diện tích 77,67 km², dân số năm 2019 là 3.750 người, mật độ dân số đạt 48 người/km².

## Hành chính
Xã Phước Minh được chia thành 4 thôn: Lạc Tiến, Quán Thẻ 1, Quán Thẻ 2, Quán Thẻ 3.

## Lịch sử
Trước đây, Phước Minh là một xã thuộc huyện Ninh Phước, được thành lập vào ngày 14 tháng 8 năm 1998 trên cơ sở điều chỉnh 6.300 ha diện tích tự nhiên và 1.470 người của xã Phước Nam; 1.750 ha diện tích tự nhiên và 1.623 người của xã Phước Diêm.
Sau khi thành lập, xã Phước Minh có 8.050 ha diện tích tự nhiên và 3.090 người.
Từ ngày 10 tháng 6 năm 2009, xã trực thuộc huyện Thuận Nam như hiện nay.